# Kahr (Einheit)
Der Kahr, auch Kar oder Kor, war als Volumenmaß ein Egerländer Getreidemaß und Schweizer Milchmaß. Bekannt war das Maß auch als Egerländer beziehungsweise Böhmischer Kahr.

## Eger
Das Egerländer Volumen- und Getreidemaß war etwa 3 1/3 Böhmischer Strich groß. Abrechnungen der Ausgaben der Burg Eger deuten auf den Gebrauch des Maßes schon um 1665 hin.
- 1 Kahr = 8 Maßl = 32 Napf/Napp = 192 Kandeln = 4 5/8 Metzen (Wiener) = rund 300 Liter = 2,98759 Hektoliter (allgem. Getreide; für Hafer 3,08 Hektoliter)
- 10 Napf = 1 Böhmischer Strich = 4 Viertel = 16 Maßel = 192 Seidel = 4759 Pariser Kubikzoll = 94,401 Liter (Prager Wert; sonst 4600 Pariser Kubikzoll = 91,247 Liter)
- 100 Kahr Weizen = 130 Scheffel (bayer.) und 100 Kahr Hafer = 138 Scheffel (bayer.) Maßvergleich vom 23. September 1842[2]

## Schweiz
In der Schweiz war es ein Volumenmaß für Flüssigkeiten und vorrangig für Milch im Gebrauch.
- 1 Kahr/Kar = 10 Mäßel = 40 Pfund (Schweiz.)[3]